# Harry Davis
Harry A. Davis (Cleveland, 27 gennaio 1956) è un ex cestista statunitense, professionista nella NBA e in Spagna.

## Carriera
Venne selezionato dai Cleveland Cavaliers al secondo giro del Draft NBA 1978 (33ª scelta assoluta).

## Palmarès
- Migliore nella percentuale di tiro CBA (1981)